# Peulakan Tambo
Peulakan Tambo is een bestuurslaag in het regentschap Pidie Jaya van de provincie Atjeh, Indonesië. Peulakan Tambo telt 211 inwoners (volkstelling 2010).